# イエントゥイ県
イエントゥイ県（イエントゥイけん、ベトナム語：Huyện Yên Thủy / 縣安水?）は、ベトナム社会主義共和国ホアビン省の県。面積は282.1km²、人口は103,780人（2003年）である。

## 行政区画
1市鎮10社から構成される。